# Fyrstedømme
 Der er for få eller ingen kildehenvisninger i denne artikel, hvilket er et problem. Du kan hjælpe ved at angive troværdige kilder til de påstande, som fremføres i artiklen.

Et fyrstedømme (eller fyrstendømme) er betegnelsen på en stat, hvor monarken er en fyrste eller fyrstinde. Betegnelsen fyrstedømme bruges om stater ledet af kongelige af lavere rang som storhertugdømmer, hvor monarken er storhertug eller storhertuginde. Der er ikke længere hertugdømmer, som er  lensbundne stater. Luxembourg er et eksempel på et selvstændigt storhertugdømme.
Fyrstedømmer har eksisteret længe i Afrika, Asien, Europa og Oceanien. Andorra, Liechtenstein, Monaco og Wales er aktive fyrstedømmer. Til tidligt i 1900-tallet fandtes der også fyrstedømmer i Frankrig, Tyskland, Italien, Portugal og Spanien. Nogle af dem var suveræne stater, andre var ikke.